# NGC 5900
NGC 5900 је спирална галаксија у сазвежђу Волар која се налази на NGC листи објеката дубоког неба.
Деклинација објекта је + 42° 12' 34" а ректасцензија 15h 15m 5,2s. Привидна величина (магнитуда) објекта NGC 5900 износи 14,1 а фотографска магнитуда 14,9. NGC 5900 је још познат и под ознакама UGC 9790, MCG 7-31-46, CGCG 221-44, IRAS 15132+4223, PGC 54431.